# الدوري الشمالي لكرة القدم 1958–59
الدوري الشمالي لكرة القدم 1958–59 (بالإنجليزية: 1958–59 Northern Football League)‏ هو موسم من الدوري الشمالي لكرة القدم ‏. فاز فيه كروك تاون ‏.